# Corus moisescoi
Corus moisescoi är en skalbaggsart som beskrevs av Pierre Lepesme 1946. Corus moisescoi ingår i släktet Corus och familjen långhorningar. Inga underarter finns listade i Catalogue of Life.